# 2006 en science
| Années de la science : 2003 - 2004 - 2005 - 2006 - 2007 - 2008 - 2009    |
| Décennies de la science : 1970 - 1980 - 1990 - 2000 - 2010 - 2020 - 2030 |

Cet article présente les faits marquants de l'année 2006 en science.

## Évènements
- 31 mai, France, Justice : le professeur Pierre Pellerin a été mis en examen pour « tromperie aggravée » portant sur les conséquences en France de la catastrophe de Tchernobyl.
- 2 juin, inauguration officielle de Minatec à Grenoble.
- 9 juin, Grèce : des scientifiques ont identifié la machine d’Anticythère vieille de plus de 2000 ans comme étant le plus ancien calculateur analogique.
- 23 juin : 
  - le Gouvernement fédéral belge décide de rendre obligatoire dans son administration le format informatique OpenDocument à partir de 2008. La Belgique sera le premier État au monde qui interdira de facto l'usage des formats propriétaires tels ceux de Microsoft.
  - un volcan sous-marin inactif, appelé Empédocle, est découvert au sud-ouest de la Sicile.
- 22 août, Madrid : Andrei Okounkov, Grigori Perelman, Terence Tao et Wendelin Werner reçoivent la médaille Fields. Perelman décline l'offre.

- La présence de peinture et de gravures du Paléolithique supérieur est  observée dans une partie du réseau de la grotte de Foissac dans l'Aveyron.

### Sciences physiques
- 15 janvier : la sonde spatiale Stardust revient sur Terre.
- 19 janvier : le vaisseau spatial inhabité New Horizons entreprend son voyage vers Pluton.
- 25 janvier : les télescopes OGLE/PLANET/MOA ont permis la découverte de la plantète extra-solaire OGLE-2005-BLG-390Lb.
- 9 mars : les observations de la sonde Cassini montrent qu'Encelade, un petit satellite de Saturne, pourrait posséder sous sa surface un océan d'eau liquide, de la même manière qu'Europe, une lune de Jupiter.
- 10 mars : la sonde américaine Mars Reconnaissance Orbiter devient le quatrième satellite artificiel en activité autour de la planète Mars.

- 11 avril : la sonde Venus Express a réussi son insertion en orbite autour de Vénus.

- 24 août : la 26e assemblée générale de l'Union astronomique internationale a redéfini la notion de planète. En conséquence, Pluton perd sa qualité de planète et rejoint la nouvelle catégorie des planètes naines.

- 3 septembre : comme prévu, la sonde spatiale SMART-1 s'est écrasée sur la Lune à la vitesse de 7 200 km/h.

- L'oganesson, élément chimique de numéro atomique 118, est synthétisé à Doubna, en Russie.

### Sciences de la vie
- 16 mars : ouverture à Mexico du IVe Forum mondial de l’eau.
- 18 avril, Los Angeles : une femme est atteinte de peste bubonique. C'est le premier cas de peste aux États-Unis depuis 22 ans.
- 2 mai, Genève (Suisse) : publication de la Liste rouge de l'UICN 2006. Sur les 40 169 espèces suivies, 16 119 sont menacées d'extinction, dont un tiers des amphibiens qui sont considérés comme les meilleurs indicateurs de la dégradation de l'environnement, car les plus sensibles. 784 sont officiellement éteintes et 65 n'existent qu'en captivité ou en culture. Le directeur de l'UICN, Achim Steiner a été particulièrement clair : « la perte de biodiversité s'accélère au lieu de ralentir ». iucn.org.
- 23 juin
  - premier cas avéré de transmission humaine du virus H5N1 en Indonésie.
  - décès de Harriet la tortue, le plus vieil animal recensé, à l'âge de 175 ans.
- 23 août, Europe : la Commission européenne décrète un embargo de 6 mois sur le riz provenant des États-Unis à la suite de la découverte de cargaisons contaminées par des OGM sauf si l'exportateur peut fournir un certificat prouvant que sa cargaison a été testée scientifiquement et qu'elle n'est pas contaminée par les OGM.

## Publications
- Gerald Edelman : Second Nature:  Brain Science and Human Knowledge (Yale University Press 2006)  (ISBN 978-0-300-12039-4)

## Prix
- Prix Nobel

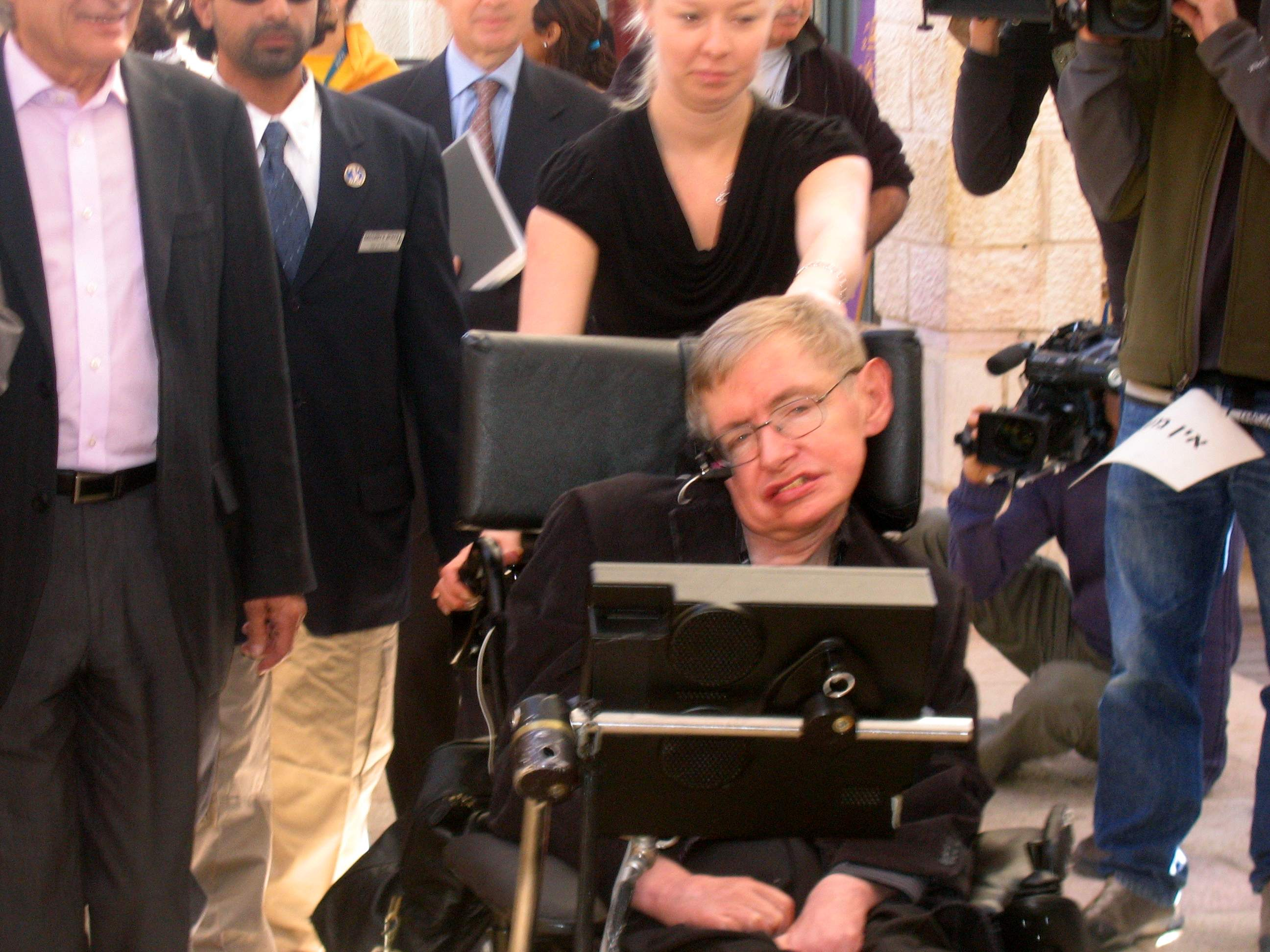
Stephen Hawking en 2006

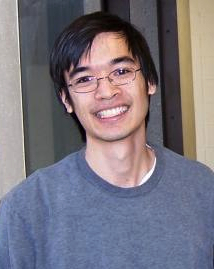
Terence Tao

  - Prix Nobel de physiologie ou médecine : Andrew Z. Fire et Craig C. Mello (Américains)
  - Prix Nobel de physique : John C. Mather et George Fitzgerald Smoot (Américains)
  - Prix Nobel de chimie : Roger Kornberg (Américain)

- Prix Lasker
  - Prix Albert-Lasker pour la recherche médicale fondamentale : Elizabeth Blackburn, Carol Greider, Jack Szostak
  - Prix Albert-Lasker pour la recherche médicale clinique : Aaron T. Beck

- Médailles de la Royal Society
  - Médaille Copley : Stephen Hawking
  - Médaille Buchanan : Iain Macintyre (en)
  - Médaille Darwin : Nick Barton (en)
  - Médaille Davy : Martin Pope
  - Médaille Hughes : Michael Kelly
  - Médaille royale : Sir John Pendry, Sir Tim Hunt, David Baulcombe
  - Médaille Rumford : Jean-Pierre Hansen
  - Médaille Sylvester : Sir Peter Swinnerton-Dyer

- Médailles de la Geological Society of London
  - Médaille Lyell : Geoffrey Boulton (en)
  - Médaille Murchison : Brian Kennett
  - Médaille Wollaston : James Lovelock

- Prix Abel en mathématiques : Lennart Carleson
- Prix Carl-Friedrich-Gauss : première attribution à Kiyoshi Itō
- Prix Jules-Janssen (astronomie) : Owen Gingerich
- Prix Turing en informatique : Frances Allen (États-Unis)
- Médaille Bruce (Astronomie) : Frank James Low
- Médaille Fields en mathématiques : Andrei Okounkov, Grigori Perelman (refusée), Terence Tao et Wendelin Werner
- Médaille Linnéenne : David J. Mabberley (en) et Richard A. Fortey (en)
- Médaille d'or du CNRS : Jacques Stern
- Grand Prix de l'Inserm : Pierre Corvol

## Décès

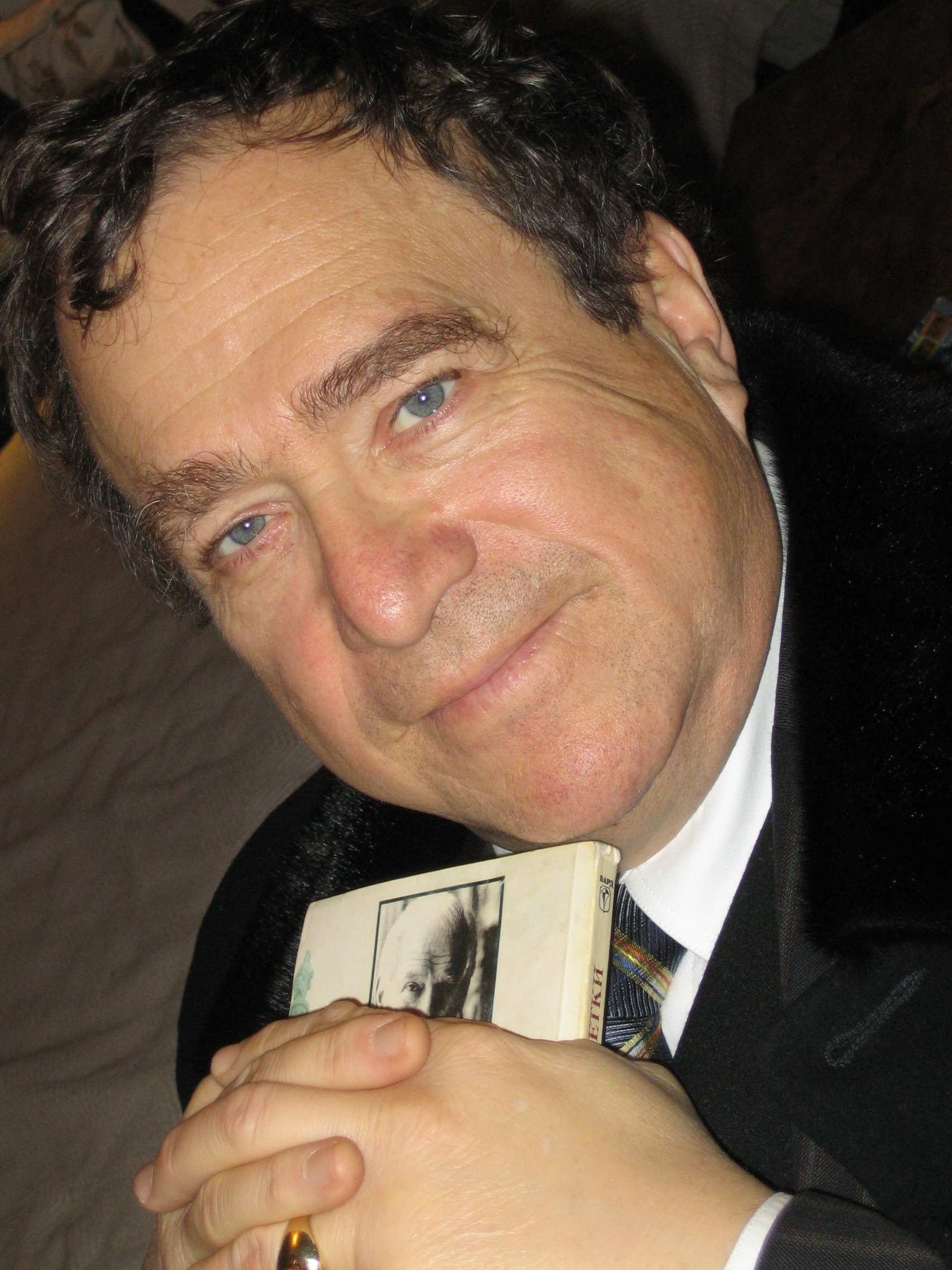
Vladimir Damgov

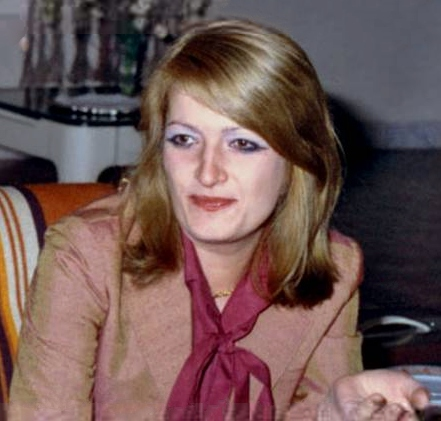
Zoia Ceaușescu

- 3 janvier : Jean Gagnepain (né en 1923), anthropologue et linguiste français.
- 11 janvier :
  - James Ax (né en 1937), mathématicien américain.
  - Henry George Fischer (né en 1923), égyptologue américain.
- 13 janvier : Gilbert Walusinski (né en 1915), mathématicien et syndicaliste français.
- 24 janvier : Nicholas John Shackleton (né en 1937), géologue et climatologue britannique.

- 2 février : Hans Dobbertin (né en 1954), cryptologue allemand.
- 3 février : Pierre Potier (né en 1934), pharmacien et chimiste français.
- 9 février : Gilles Kahn (né en 1946), informaticien français.
- 10 février : Feliks Barański (né en 1915), mathématicien polonais.
- 22 février : Suzan Kahramaner (née en 1913), mathématicienne turque.
- 26 février : Naum Z. Shor (né en 1937), mathématicien soviétique et ukrainien.
- 28 février : Owen Chamberlain (né en 1920), physicien américain, prix Nobel de physique en 1959.

- 9 mars : Geir Ivarsøy (né en 1957), informaticien norvégien.
- 15 mars : George Mackey (né en 1916), mathématicien américain.

- 19 avril : Albert Scott Crossfield (né en 1921), pilote d'essai américain.
- 20 avril : 
  - Kathleen Antonelli (née en 1921), mathématicienne et informaticienne irlando-américaine.
  - Paul Cohn (né en 1924), mathématicien britannique d'origine allemand.
- 22 avril : Henriette Avram (née en 1919), ingénieure informaticienne américaine.

- 1er mai : Kikuo Takano (né en 1927), mathématicien et poète japonais.
- 3 mai : Oleg Loupanov (né en 1932), mathématicien soviétique et russe.
- 14 mai : Robert Bruce Merrifield (né en 1921), chimiste américain, prix Nobel de chimie en 1984.
- 22 mai : Kōichirō Tomita (né en 1925), astronome japonais.
- 26 mai : 
  - Alan Kotok (né en 1941), informaticien américain.
  - Jacqueline Roumeguère-Eberhardt (née en 1927), anthropologue française.
- 31 mai : Raymond Davis Jr. (né en 1914), physicien américain, prix Nobel de physique en 2002.

- 6 juin : Camille Sandorfy (né en 1920), chimiste québécois.
- 20 juin :
  - Vladimir Damgov (né en 1947), mathématicien, physicien, leader syndical et homme politique bulgare.
  - Raymond Daudel (né en 1920), chimiste théorique français.
- 25 juin : Irving Kaplansky (né en 1917), mathématicien canadien.

- 21 juillet : Maurice L'Abbé (né en 1920), mathématicien québécois.
- 23 juillet : 
  - Charles E. Brady, Jr. (né en 1951), astronaute américain.
  - Frederick Mosteller (né en 1916), statisticien américain.
- 28 juillet : Amilcare Bietti (né en 1937), physicien et préhistorien italien.

- 1er août : Vincent Dole (né en 1913), biochimiste américain.
- 9 août : James Alfred van Allen (né en 1914), physicien et astronome américain.
- 10 août : Genevieve Grotjan Feinstein (née en 1913), mathématicienne américaine.
- 11 août : Dov Tamari (né en 1911), mathématicien allemand, puis israélien.
- 20 août : William Parry (né en 1934), mathématicien britannique.
- 21 août : Martin Hugo Löb (né en 1921), mathématicien allemand.
- 24 août : Rocco Petrone (né en 1926), ingénieur américain, directeur du programme Apollo.
- 28 août :
  - Edgar Heilbronner (né en 1921), chimiste germano-suisse.
  - Melvin Schwartz (né en 1932), physicien américain, prix Nobel de physique en 1988.

- 2 septembre : Gisbert Hasenjaeger (né en 1919), mathématicien et logicien allemand.
- 3 septembre : Françoise Claustre (née en 1937), ethnologue et archéologue française.

- 2 octobre :
  - Abdelaziz Ghachem (né en 1935), médecin tunisien.
  - Paul Halmos (né en 1916), mathématicien américain.
- 16 octobre :John Murra (né en 1916), anthropologue américain.
- 19 octobre : Kenji Sugimoto, pédagogue des sciences naturelles japonais.
- 30 octobre : Clifford Geertz (né en 1926), anthropologue américain.

- 2 novembre : Adrien Douady (né en 1935), mathématicien français.
- 4 novembre :
  - Léon De Meyer (né en 1928), professeur, assyriologue et archéologue belge.
  - Guy Ourisson (né en 1926), chimiste français.
- 11 novembre : Fokko du Cloux (né en 1954), mathématicien français.
- 14 novembre : Gustave Choquet (né en 1915), mathématicien français.
- 20 novembre : Zoia Ceaușescu (née en 1949), mathématicienne roumaine.

- 1er décembre : Bruce Graham Trigger (né en 1937), archéologue canadien.
- 4 décembre : Rodney Needham (né en 1923), anthropologue britannique.
- 12 décembre : Alan Shugart (né en 1930), ingénieur informatique américain.
- 26 décembre : Martin Kruskal (né en 1925), mathématicien et physicien américain.
- 27 décembre : Peter Hammer (né en 1936), mathématicien américain d'origine roumaine.